# Општина Урекешти (Бакау)
Урекешти (рум. Urecheşti) општина је у Румунији у округу Бакау.
Oпштина се налази на надморској висини од 118 m.